# Trouble d'apprentissage
 (juin 2014).
 Mise en garde médicale
Le trouble des apprentissages, ou trouble d'apprentissage est un dysfonctionnement dans le processus d'acquisition des connaissances. Il peut être d'origine psychologique, cognitif, voire psychomoteur. Il est spécifique à la fonction cognitive touchée : il y a donc des troubles d'apprentissage reliés au langage, à l'attention (TDAH), mais aussi à des compétences spécifiques comme la lecture ou l'orthographe (Dyslexie, Dysorthographie), l'arithmétique, etc. La classification actuelle le place parmi les troubles neurodéveloppementaux.
Les neuropsychologues font globalement une distinction entre les troubles d'apprentissage liés au langage et ceux d'origine non verbale.
Ce trouble peut handicaper de manière problématique l'apprentissage d'un enfant, voire d'un adulte. Ceux qui en sont atteints ne peuvent accomplir un ou plusieurs types de tâches habituellement utiles dans la vie quotidienne. Certains de ces troubles ne peuvent être techniquement guéris. Ils peuvent cependant être surpassés grâce à des interventions appropriées. Certaines sont simplistes, alors que d'autres peuvent être complexes. Les parents et enseignants peuvent participer à ces interventions en aidant l'individu dans certaines tâches qu'il a du mal à accomplir.
Parce que les enfants qui souffrent d'un trouble d'apprentissage représentent une part importante des élèves en situation d'échec scolaire, la compréhension de ce handicap est un enjeu déterminant dans une perspective curative et préventive. Toutefois, il est important de distinguer trouble des apprentissages et échec scolaire. Un trouble des apprentissages peut en théorie donner lieu à des difficultés non scolaires (ex. : autisme de haut niveau, le niveau scolaire peut être bon mais le trouble rend les relations interpersonnelles difficiles).

## Définition

### Définition générale
Un trouble d'apprentissage est identifié lorsque les performances du sujet à des tests standardisés montrent un retard d'au moins deux ans entre le niveau actuel de l'enfant et le niveau attendu, compte tenu de son âge. Plus qu'une notion de retard, le trouble d'apprentissage renvoie à une désorganisation dans le processus d'acquisition des connaissances. Le développement est anormal dans sa structure : l'enfant produit des erreurs différentes par rapport à celles des autres élèves.

### Caractéristiques
- Il n'est pas en lien avec un retard mental : tout enfant, quel que soit son niveau d'intelligence, peut être affecté par un trouble d'apprentissage scolaire, par exemple en cas d'anémie (également statistiquement associée à divers troubles neurodéveloppementaux, dont les troubles du spectre autistique (TSA) et le TDAH, via des mécanismes encore mal compris[4].
- Il est invisible.
- Il est très hétérogène : dans la nature du trouble puisqu'il est spécifique à la fonction cognitive touchée, mais aussi dans l'intensité du trouble.
- Il est durable et résistant : dans le temps mais aussi à la rééducation.
- C'est un handicap : il est reconnu socialement ainsi que par la loi sur les droits de la personne[5][réf. nécessaire]. Dans le milieu scolaire, il donne droit à des accommodations.

### Trouble d'apprentissage spécifique versus non spécifique
Le trouble d'apprentissage spécifique concerne les élèves chez qui l'on n'a pas diagnostiqué de déficience intellectuelle, ni de difficulté sensorielle, ni de trouble de la personnalité. Leur environnement affectif, social et culturel est normal, tout comme leur scolarisation. Il provient d'un dysfonctionnement au niveau du cerveau.
Le trouble d'apprentissage  non spécifique est associé à des troubles comme la déficience intellectuelle, les troubles du spectre de l'alcoolisation fœtale, déficience sensorielle ou trouble de la personnalité, l'autisme, la surdité, etc.
Le trouble d'apprentissage  non spécifique  peut par ailleurs provenir d'une carence ou d'un défaut de l'éducation scolaire, parentale ou environnementale.

## Distinctions entre trouble d'apprentissage et difficulté d'apprentissage
La notion de difficulté d'apprentissage, plus ambiguë, désigne une détérioration des performances scolaires. Comme pour le trouble d'apprentissage, elles sont inférieures à celles attendues compte tenu de l'âge de l'élève, mais les difficultés d'apprentissage impliquent un degré moindre de gravité. Elles sont supposées passagères et plus facilement récupérables. Des situations très diverses peuvent engendrer des difficultés d'apprentissage : on parle des difficultés plus importantes des garçons, des difficultés des enfants en milieu défavorisé, sans qu'il s'agisse d'un trouble. Par conséquent, les difficultés d'apprentissages demandent des mesures institutionnelles différentes et ne relèvent pas d'un diagnostic psychologique.

## Répertoire
Puisqu'un trouble d'apprentissage est spécifique à une fonction cognitive, ces troubles sont très divers : 
- Trouble du langage
  - Expression orale : dysphasie ;
  - Trouble de l'orthographe : dysorthographie ;
  - Trouble de la lecture : dyslexie ;

- Autres troubles d'apprentissage
  - Trouble de l'écriture : dysgraphie ;
  - Trouble arithmétique : dyscalculie ;
  - Trouble de la coordination motrice : dyspraxie ;
  - Trouble déficitaire de l'attention : trouble dysattentionnel ;
  - Trouble de perception visuelle ;
  - Trouble de la mémoire ;
  - Trouble du décodage de l'information ;
  - Trouble des fonctions exécutives : trouble dysexécutif.

Le DSM IV liste les troubles suivants :
- Troubles des apprentissages :
  - 315.00 Trouble de la lecture ;
  - 315.1 Trouble du calcul ;
  - 315.2 Trouble de l'expression écrite ;
  - 315.9 Trouble des apprentissages non spécifié.

Selon l'INSERM (Institut National de la Santé et de la Recherche Médicale), dans près de 40 % des cas, un enfant ayant des troubles de type DYS pourrait également souffrir d'un autre trouble de l'apprentissage.

## Dépistage
Le dépistage s'effectue généralement par l'enseignant qui va repérer dans sa classe les élèves susceptibles de développer un trouble d'apprentissage.
Le dépistage, pour permettre une action efficace, doit intervenir précocement. S'il est établi dès 3 ou 4 ans, il permet de mettre en place un important soutien avant l'entrée à l'école primaire. C'est à ce moment que la capacité d'acquisition de l'élève est maximale. Le danger du dépistage très précoce réside dans le risque de détecter et d'étiqueter des enfants qui auraient pu récupérer leur retard spontanément. Le dépistage vers 5 ou 6 ans diminue le risque d'erreur, en étant plus spécifique et permet de mieux cibler les interventions à effectuer, mais limite le temps de soutien dans les apprentissages.

## Diagnostic
Le diagnostic succède au dépistage. Les enseignants réfèrent aux services spécialisés, généralement au psychologue scolaire, les élèves susceptibles d'avoir un trouble d'apprentissage scolaire. Le diagnostic s'effectue dans une approche multi-disciplinaire qui permet de tenir compte des différents aspects influençant la réussite scolaire : cognitif, social, affectif, médical. Le diagnostic permet de confirmer ou d'infirmer la présence du trouble envisagé, de déterminer avec plus de précision les difficultés de l'élève et de définir des axes de prises en charge adaptés.
Le diagnostic peut également se faire par un bilan neuropsychologique qui se base sur l'âge de l'enfant, son niveau intellectuel et de l'enseignement qu'il reçoit. Ce bilan va observer la démarche de l'enfant face à une épreuve spécifique et analyser les erreurs commises afin de reconnaître d'éventuelles difficultés. D'autres troubles de l'apprentissage associés pouvant exister, il est nécessaire d'y prêter attention lors du test.

## Enjeux
D'après l'AQETA (Association québécoise des troubles d’apprentissage), 10 % des élèves auraient un trouble d'apprentissage. Faute de prise en charge adaptée, la plupart d'entre eux se retrouve en situation d'échec scolaire. Si le trouble au départ est spécifique, il implique souvent des conséquences sur d'autres aspects de la scolarité. Une certaine circularité s'établit entre le trouble d'apprentissage, l'échec scolaire, des conflits avec l'environnement familial, scolaire et social, une diminution de l'estime de soi, des troubles de la personnalité.
Les enjeux sont donc les mêmes que ceux de la réussite scolaire : décrochage scolaire, chômage, illettrisme, insertion sociale.

## Acteurs
Les parents étant les principaux éducateurs, ce sont eux les premiers concernés par les difficultés de leur enfant, il est donc important de les associer aux décisions vis-à-vis d’un éventuel accompagnement scolaire. Pour cela les enseignants doivent suffisamment renseigner la famille afin de parvenir à une relation de compréhension et de confiance mutuelle qui favorise la réussite scolaire de l’enfant.
Les enseignants ont aussi une place importante dans la mise en place d’un projet personnalisé, car ce sont eux qui vont accompagner l’enfant au quotidien dans l’établissement scolaire. La création d’une équipe pédagogique constituée majoritairement d’enseignants et parfois de spécialistes, permettra de trouver une solution adaptée aux difficultés de l’élève.
Les enfants souffrant de troubles des apprentissages peuvent consulter un orthophoniste qui établira un suivi en fonction du diagnostic. Il existe divers types de prises en charge d’une durée plus ou moins importante, continues ou discontinues.
Le professionnel est parfois amené à coopérer avec l’équipe pédagogique afin de lier au mieux son travail et celui de l’école.
Les orthophonistes peuvent avoir l’occasion de travailler en association avec d’autres professionnels : éducateurs, rééducateurs, etc.

## Les plans d'accompagnement

### PPRE: programme personnalisé de réussite éducatif
En France le PPRE, programme personnalisé de réussite éducatif, est élaboré et rédigé par l’enseignant pour des élèves éprouvant des difficultés d’apprentissages ciblées qui pourraient l’empêcher de maîtriser le socle commun. Il est effectué sur le temps de cours sans changement d’emploi du temps, ce qui est un avantage pour l’élève mais qui demande une certaine adaptation à l’équipe enseignante. Le PPRE peut concerner aussi bien un enfant du premier que du second degré.

### PAP: plan d’accompagnement personnalisé
En France, le PAP, plan d’accompagnement personnalisé, est un programme concernant les élèves ayant des difficultés scolaires durables dont l’origine serait un ou plusieurs troubles des apprentissages. À tout moment de la scolarité de l’enfant, le conseil d’enseignants peut décider la mise en place de ce programme où des aménagements seront réalisés pour un meilleur parcours scolaire répondant aux objectifs fixés. Cela vise l’autonomie de l’élève par un suivi continu qui peut le suivre sur plusieurs années.